# Oknö
Oknö è un'area urbana della Svezia situata sull'omonima isola nel comune di Mönsterås, contea di Kalmar.
Nel 2023 risultava avere 337 abitanti, in diminuzione rispetto ai 393 del 2015..
Karolina Olsson, la "Bella Addormentata di Oknö" nacque e passò tutta la vita qui. 